# Escalafón
El escalafón consiste en la lista de rangos en que se agrupan las personas integradas en una institución. Dichos rangos pueden definir funciones jerárquicas, administrativas, operativas, o ser tan solo un elemento honorario. Cada rango o cargo dentro de un escalafón puede ir acompañado de títulos, símbolos y distinciones, que dependerán siempre de la organización que lo defina.

## Civiles
Escalafón se define en términos civiles en tanto el grado de puesto que pueden ir adquiriendo, es decir, que estos pueden ir aumentando sus niveles.
En algunos lugares se muestra como un tabú o algo que no se debe de tomar en cuenta

## Militares
El escalafón militar consiste en la lista y orden de los rangos en que se agrupa el personal de unas fuerzas armadas, definiendo las relaciones de mando y las funciones a ejercer por parte del citado personal

## Educativos
En Colombia se utiliza el Escalafón Nacional Docente, al que tienen derecho los educadores titulados en planteles oficiales y no oficiales aprobados por el Ministerio de Educación Nacional.
En Argentina, el Escalafón Docente General, abarcativo del personal que se desempeña en todos los niveles, modalidades y especialidades de la Enseñanza y Organismos de Apoyo, queda determinado por los grados jerárquicos descriptos en el Estatuto del Docente de cada jurisdicción.
en El Salvador esta la Ley de carrera docente la cual regula, y es en los ART. 19 Y 20 donde menciona los niveles 